# Aéroport de Rainbow Lake
L'aéroport de Rainbow Lake est un aéroport situé en Alberta, au Canada.